# ザ・マペッツ・スタジオ
ザ・マペッツ・スタジオ（The Muppets Studio, LLC）は、アメリカ合衆国のウォルト・ディズニー・カンパニー（ディズニー・ライブ・エンターテインメント）傘下の映画製作会社である。

## 概要
ザ・マペッツ・スタジオは『マペット』に登場する緑色のカーミットをシンボルに、活躍をしている。
2004年に設立された製作会社である。その後ウォルト・ディズニー・カンパニーがザ・マペッツ・アンド・ビッグ・ベアを買収したが、映画製作会社はウォルト・ディズニー・スタジオの子会社にはならず、ディズニーリゾートの運営で知られているディズニー・エクスペリエンス完全子会社となった。また、ウォルト・ディズニー・ダイレクト・トゥ・コンシューマー&インターナショナルによる「Disney+」でも全作品に加えてオリジナル作品も配信されることが決定した。
また、日本のみならず、世界でもディズニー・チャンネルやディズニーXD、ディズニージュニアや同じディズニー傘下のABCのチャンネルでも放送されている。

## 権利問題
ディズニー社がジム・ヘンソン・カンパニーを7500万ドルで買収し、マペット・キャラクター権を獲得した。マペットのキャラクターも登場する『セサミストリート』の一部の配給権はソニー・ピクチャーズ エンタテインメント（ソニーグループ）が所持している。また、この買収により「マペット」という単語はディズニー社の登録商標となったが、セサミワークショップはこれまで通り自身のキャラクターをマペットと呼ぶことが出来、ディズニー社とのライセンスとの元で過去のカーミットが登場する映像を利用する事が出来る。
2011年の『ザ・マペッツ』よりウォルト・ディズニー・ピクチャーズと共に製作をしている。

### ディズニー以外のテーマパークの展開
シンボルのカーミットは『セサミストリート』にも登場しているが、ユニバーサル・スタジオ・ジャパン（ユニバーサル・デスティネーションズ&エクスペリエンシズ）のハリウッド・エリア内にはマペットキャラクターは登場していない。
それは、ウォルト・ディズニー・カンパニーがマペッツ・スタジオを買収したため、『セサミストリート』ではなく、マペッツ関連の作品は、映画と違い、ディズニーパーク以外のテーマパークには登場させる事は出来ない。

## 歴史
2006年、マペット・ホールディング・カンパニーは、ディズニー・コンシューマー・プロダクツからウォルト・ディズニー・スタジオのウォルト・ディズニー・モーション・ピクチャーズ・グループの一員に譲渡された。同年、ディズニーはパペットヒープと契約して、マペット・キャラクターを再構築などを行った。2007年4月、マペット・ホールディング・カンパニーは、社名をザ・マペッツ・スタジオ社名変更を行った。
ディズニー・シアトリカル・プロダクションズ（ディズニー・シアトリカル・グループ）は、マペットに基づいたショーが計画され、日本でも公開された。2018年3月のディズニーによる部門再編でウォルト・ディズニー・スタジオからディズニー・パークス・エクスペリエンス・プロダクツ傘下の企業となった。

## ディズニーパークでの登場
ウォルト・ディズニー・ワールド・リゾートのディズニー・ハリウッド・スタジオで、マペッツ作品は登場している。また「マペット・ビジョン 3D」と呼ばれるシアタータイプのアトラクションも存在している。かつてはディズニー・カリフォルニア・アドベンチャー（ディズニーランド・リゾート）にも存在していた。
エプコット（ウォルト・ディズニー・ワールド・リゾート）と香港ディズニーランド（香港ディズニーランド・リゾート）でブンゼンとビーカーを主役にした「マペット・モバイルラボ」、マジック・キングダム（ウォルト・ディズニー・ワールド・リゾート）でマペットたちがアメリカの歴史を紹介する「マペッツ・プレゼンツ...グレート・モーモンツ・イン・アメリカン・ヒストリー」という名のショーが公演されている。
日本の場合は東京ディズニーリゾート内の東京ディズニーランド、東京ディズニーシー、内にアトラクションのやエリアの展開、グッズ販売などは行っていないが、ディズニー・ハロウィーンでの仮装では仮装対象作品に入っている。

## 作品

### 映画
- 『マペットの夢みるハリウッド』（1979年公開）
- 『マペットの大冒険/宝石泥棒をつかまえろ!』（1981年公開）
- 『マペットめざせブロードウェイ!』（1984年公開）
- 『マペットのクリスマス・キャロル』（1992年公開）
- 『マペットの宝島』（1996年公開）
- 『ゴンゾ宇宙に帰る』（1999年公開）
- 『ザ・マペッツ』（2011年公開）[12][13]
- 『ザ・マペッツ2/ワールド・ツアー』（2014年公開）

### テレビ映画
- 『マペットのメリー・クリスマス』（2002年）
- 『マペットのオズの魔法使い』（2005年）

### オリジナルビデオ
- 『マペット・クラシック・シアター』（1994年）
- 『カーミットのどろんこ大冒険』（2002年）

### テレビ作品
- 『サムと友達』（1955年 - 1961年）
- 『マペット・ショー』（1976年 - 1981年）
- 『マペット・ベイビーズ』（1984年 - 1990年）
- 『リトル・マペット・モンスター』 (1985年）
- 『ジム・ヘンソンのファンタジー・ワールド』（1989年）
- 『マペット放送局』（1996年 - 1998年）
- 『ザ・マペッツ』（2015年 - 2016年）
- 『マペット・ベビー』（2018年 - ）

### Disney＋
- 『マペット大集合!』（2020年）
- 『マペットのホーンテッドマンション』（2021年）